# Гробница Эхнатона
Гробница Эхнатона — первоначальное место захоронения фараона Эхнатона и его дочери Макетатон. Построена под руководством Эхнатона и расположена в горах Амарны — возле построенной им столицы Ахетатон.

## Архитектура
Гробница обнаружена итальянским археологом Алессандро Барсанти в 1893—1894 годах.
Начинается спускающимся коридором. На его половине — незаконченная комната (возможно, предназначенная для Нефертити). Далее справа — ещё ответвление комнат. В конце коридора небольшое помещение и погребальная камера.

## Сцены гробницы
Второе ответвление из трёх камер (называемых альфа, бета и гамма), вероятно, было гробницей Макетатон (чья мумия не обнаружена), второй дочери Эхнатона; либо второстепенной жены фараона по имени Кийа.
Две камеры (альфа и гамма) оформлены и изображают похожие сцены: в камере альфа Эхнатон и Нефертити оплакивают потерю, рядом няня держит младенца на руках, стоят носители опахала, что указывает на королевский статус ребёнка. Имена героев сцены сбиты. В камере гамма имеется похожая сцена: здесь иероглифы идентифицируют мёртвую как Макетатон.
В той же камере на другой сцене показано, как Макетатон стоит под навесом, который обычно связан с рождением ребенка, но также может толковаться как возрождение принцессы. Перед ней, среди придворных стоят Эхнатон, Нефертити и их три дочери: Меритатон, Анхесенамон и Нефернеферуатон-ташерит.
Существует предположение, что Макетатон скончалась во время родов, либо от чумы. Эпидемия, охватившая Египет между 12-м и 15-м годами царствования Эхнатона, по времени совпадает с последними упоминаниями многих членов царской семьи. Среди них царица-мать Тия, царица Нефертити, Кийа, Макетатон и младшие принцессы Нефернефрура и Сетепенра.

Многие декорации уничтожены наводнением.

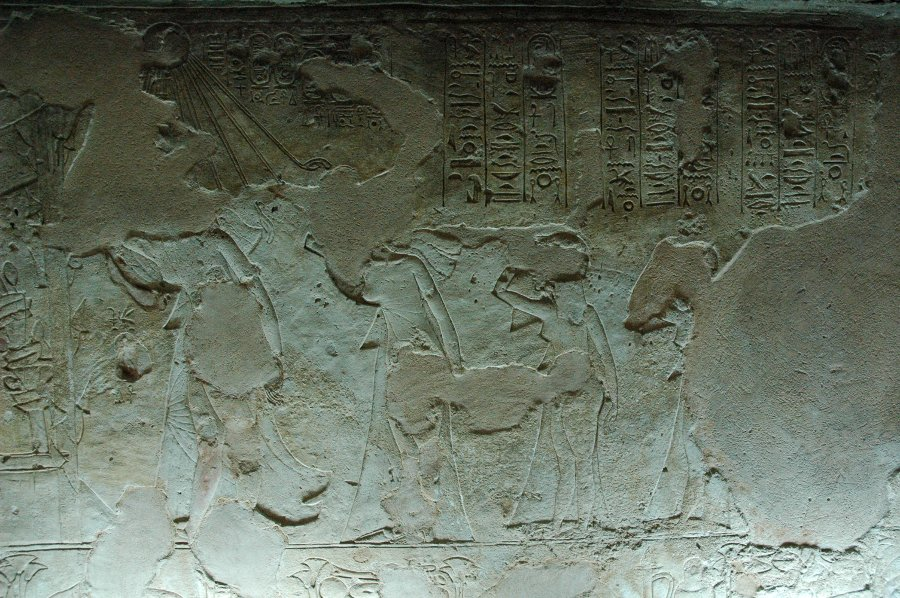
Фрагмент траурной сцены
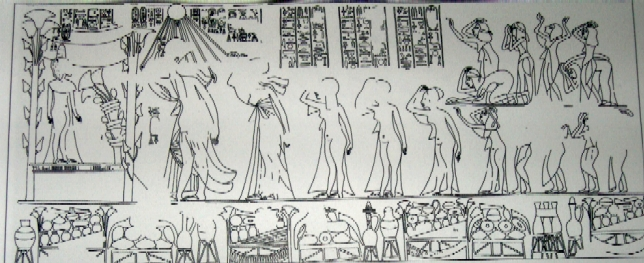
Копия траурной сцены (вероятно, по случаю смерти Макетатон)
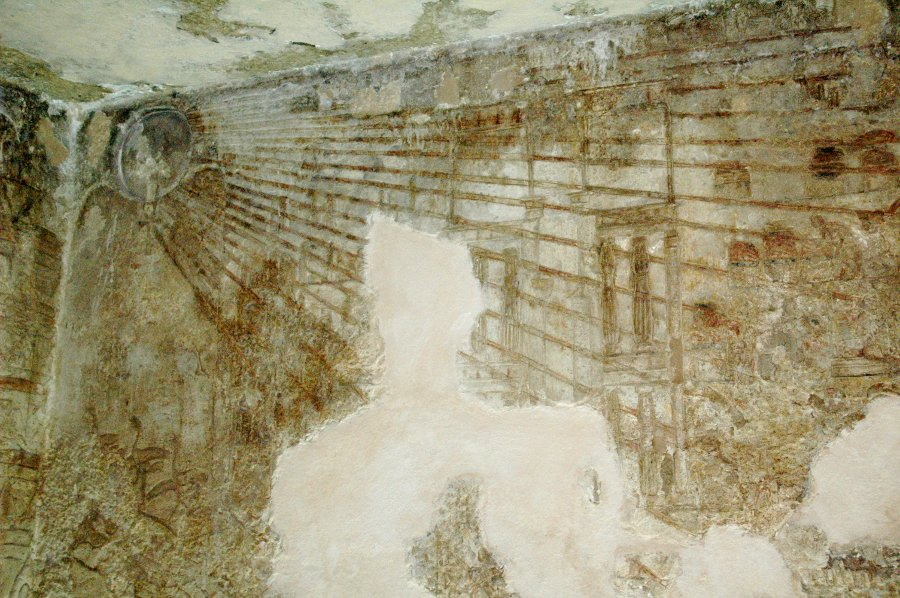
Атон. Камера альфа
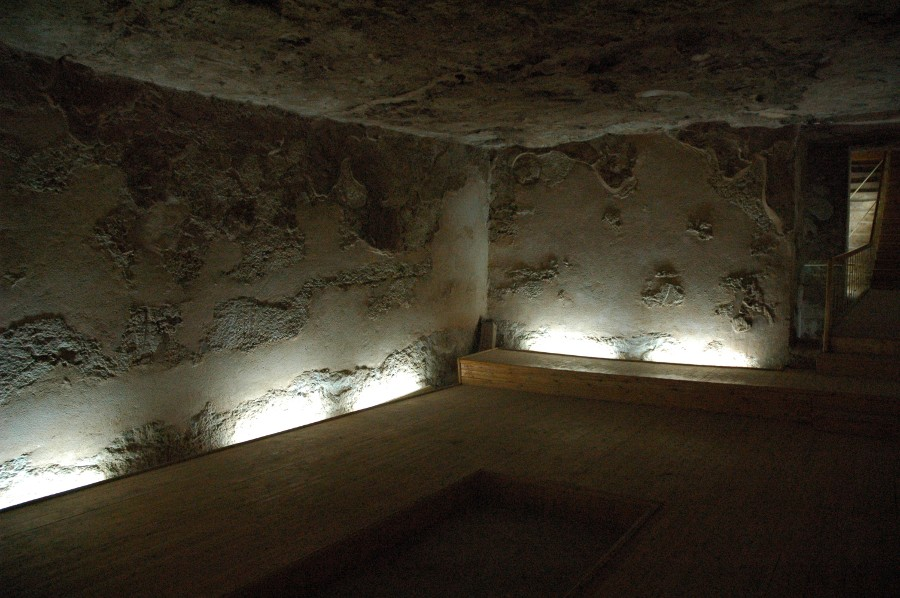
Погребальная камера
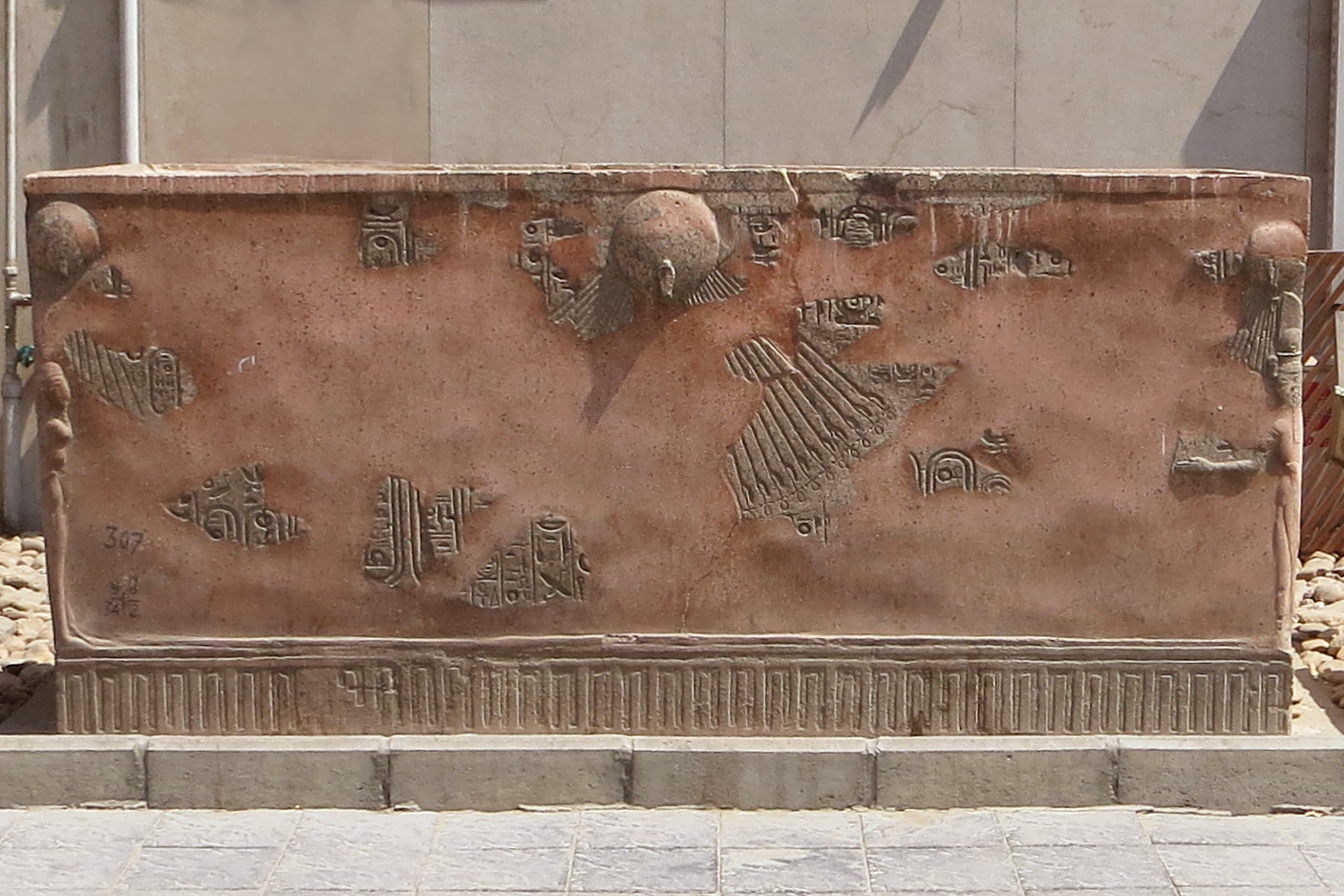
Реконструированный саркофаг Эхнатона в Каирском музее
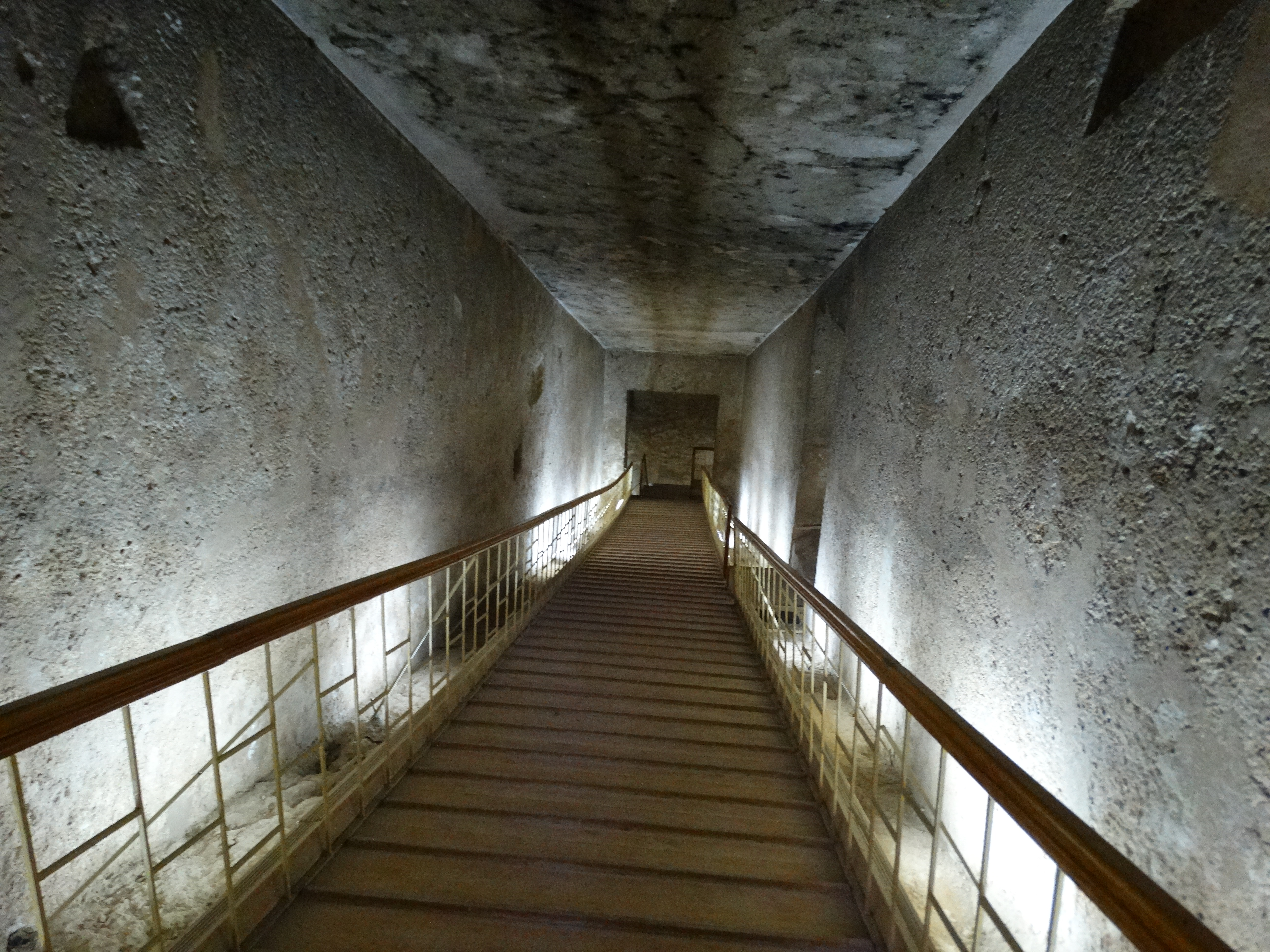
Вход в гробницу Ахенатона в Амарне
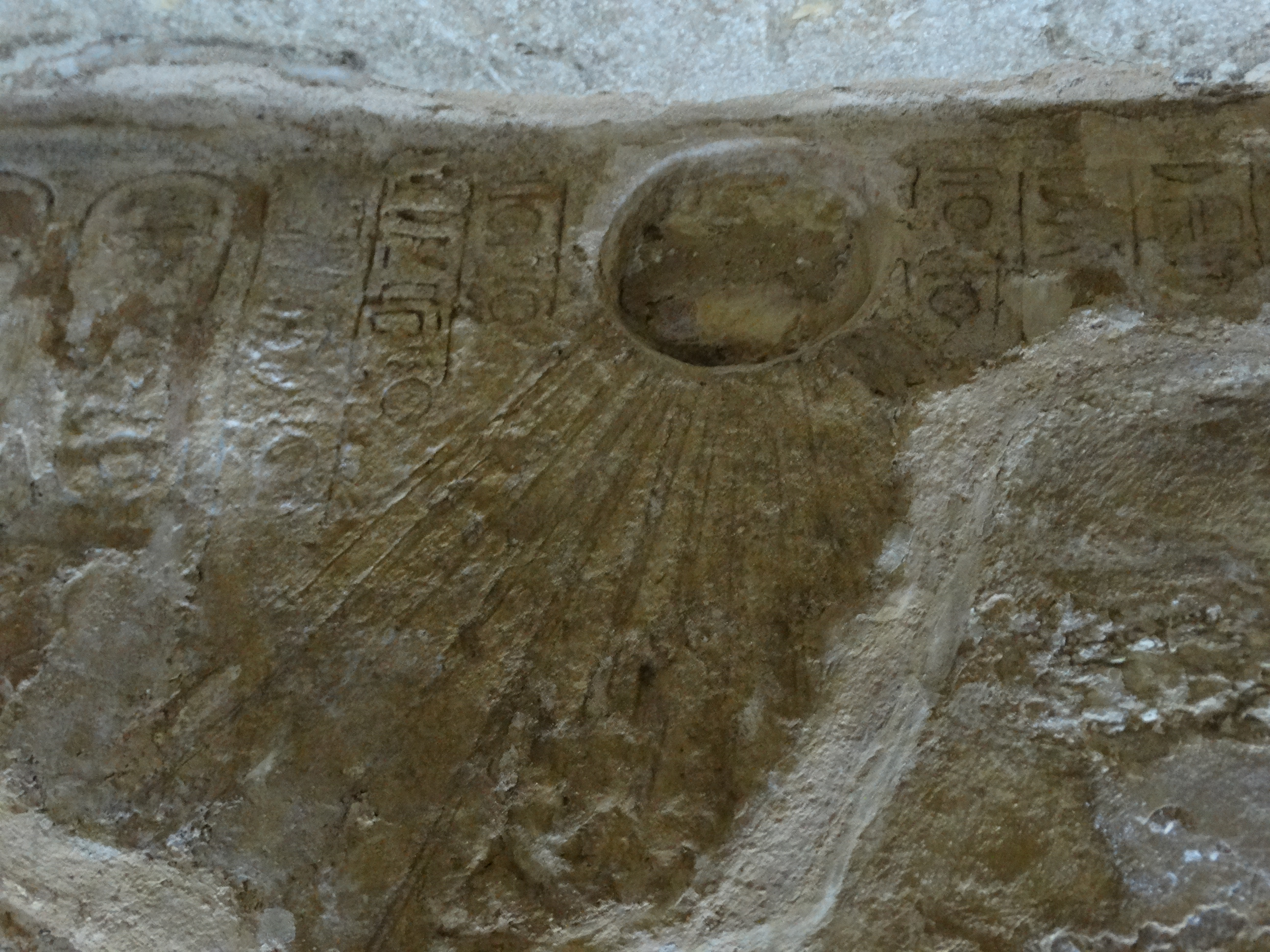
Барельеф с изображением солнца в гробнице Ахенатона

## После захоронения
После возвращения столицы в Мемфис тело Эхнатона, возможно, перезахоронено где-то в Долине царей. Предполагается, им является мумия в гробнице KV55, однако эта точка зрения оспаривается.
Саркофаг Эхнатона разрушен, но в современное время реконструирован, и теперь стоит в саду Египетского музея Каира. Саркофаг расписан сюжетом показывающим Нефертити в образе оберегающей богини и солнечный диск Атона.